# Nordagutu
Nordagutu är en tätort i Midt-Telemarks kommun i Telemark fylke i södra Norge. Orten ligger vid fylkesväg 3340 och Sørlandsbanan, öster om Sauarelva.

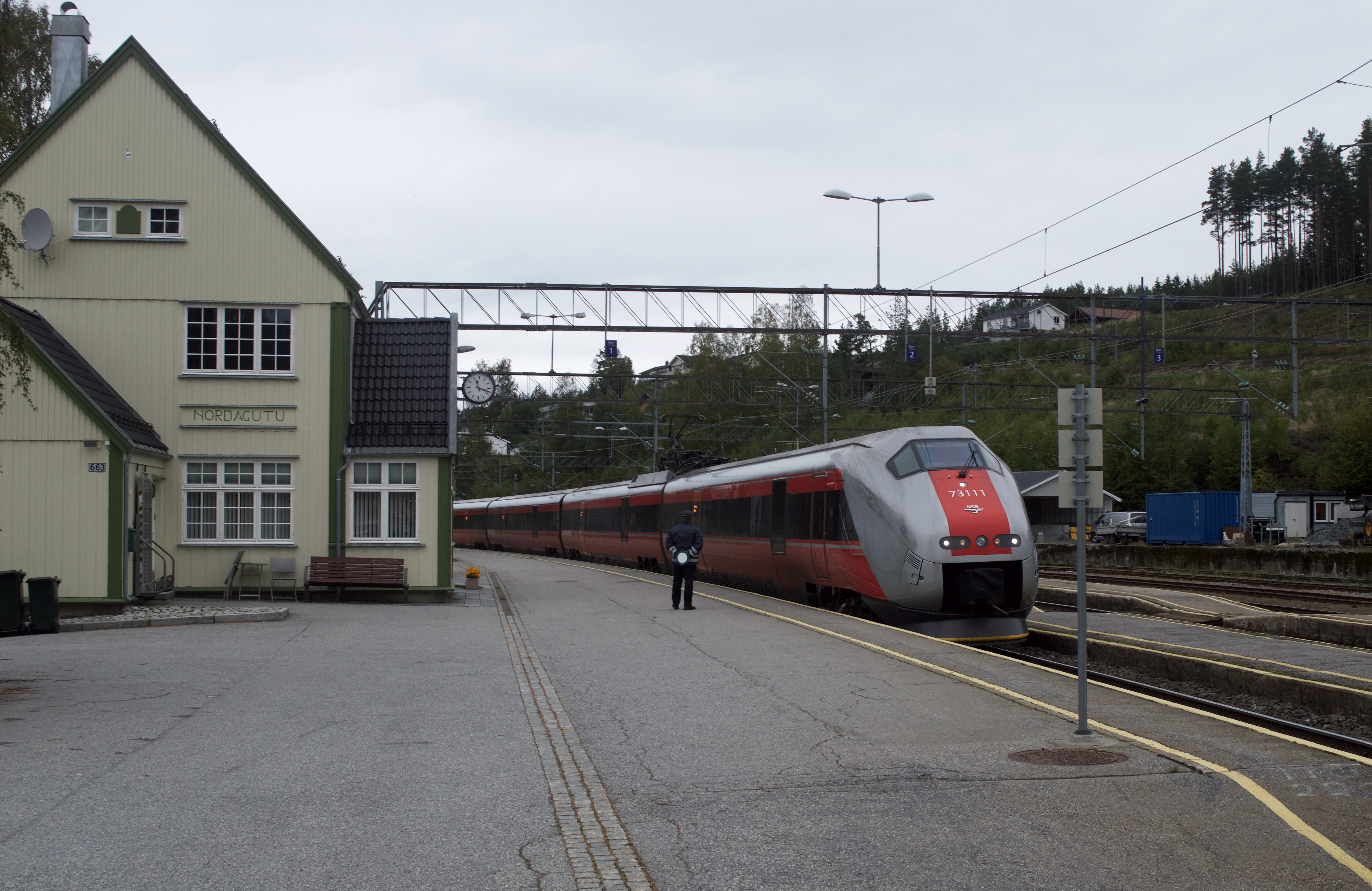
Nordagutu station.